# Methanothermus
En taxonomía, Methanothermus es un género de arqueas metanógenas de Methanothermaceae. Las especies de este género son hipertermófilas y estrictamente anaerobias y produce energía por la reducción de dióxido de carbono por hidrógeno, que produce metano.  Se encuentran en fuentes termales con temperaturas tan altas como 85 °C y pH 6.5.

## Otras lecturas

### Revistas científicas
- Suryawanshi, P.; Chaudhari, A.; Kothari, R. (Mar 2010). Thermophilic anaerobic digestion: the best option for waste treatment 30 (1). pp. 31-40. PMID 20148754. doi:10.3109/07388550903330505.
- Stetter KO; Thomm M; Winter J; Wildgruber G et al. (1981). «Methanothermus fervidus sp. nov., a novel extremely thermophilic methanogen isolated from an Icelandic hot spring». Zentralbl. Mikrobiol. Parasitenkd. Infektionskr. Hyg. Abt. 1 Orig. C2: 166-178.

### Bases de datos científicos
- PubMed
- PubMed Central
- Google Scholar